# Болеславецкий повет
Болеславецкий повет (пол. Powiat bolesławiecki) — повет (район) в Польше, входит как административная единица в Нижнесилезское воеводство. Центр повета — город Болеславец. Занимает площадь 1303,26 км². Население — 90 199 человек (на 31 декабря 2015 года).

## Административное деление
- города: Болеславец, Новогродзец
- городские гмины: Болеславец
- городско-сельские гмины: Гмина Новогродзец
- сельские гмины: Гмина Болеславец, Гмина Громадка, Гмина Осечница, Гмина Варта-Болеславецка

## Демография
Население повета дано на 31 декабря 2015 года.
| Перепись            | Всего  | Мужчины | Женщины |
| ------------------- | ------ | ------- | ------- |
| Всего               | 90 199 | 43 810  | 46 389  |
| Городское население | 43 632 | 20 615  | 23 017  |
| Сельское население  | 46 567 | 23 195  | 23 372  |